# Meloe hungarus
Meloe hungarus là một loài bọ cánh cứng trong họ Meloidae. Loài này được Schrank von Paula miêu tả khoa học năm 1776.